# هامبروکن
هامبروکن (به آلمانی: Hambrücken) یک شهر در آلمان است که در Karlsruhe واقع شده‌است. هامبروکن ۵٬۴۱۰ نفر جمعیت دارد.